# Oliver Effersøe
Oliver Johan Thomas Ludvig Effersøe vanligtvis endast Oliver Effersøe, född den 20 mars 1863 i Tvøroyri, död 8 mars 1933 i Charlottenlund, var en färöisk politiker.
Mellan 1917 och 1924 var Oliver Effersøe Sambandsflokkurins partiledare.

## Utmärkelser
- Riddare av Dannebrogorden,  1907[1]
- Dannebrogsmännens hederstecken,  1921[1]

[Redigera Wikidata]